# Afrique du Nord
L'Afrique du Nord est un sous-continent culturel de la partie septentrionale de l’Afrique. Elle est parfois définie comme s'étendant des rives de l'Atlantique, du Maroc à l'ouest, au canal de Suez et à la mer Rouge, en Égypte à l'est. La définition la plus communément acceptée comprend d'Est en Ouest : l'Égypte, la Libye, la Tunisie, l'Algérie, le Maroc et le Sahara occidental. Le Bureau du recensement des États-Unis définit l'Afrique du Nord comme étant l'Algérie, la Libye, l'Égypte, le Maroc et la Tunisie.
Les pays d'Afrique du Nord partagent une identité ethnique, culturelle et linguistique commune propre à cette région, telle que la langue (arabe, berbère), ainsi que la religion (Islam). L'Afrique du Nord sera habitée par diverses populations au cours de l'Histoire, durant l'Antiquité la partie occidentale sera peuplée de différents peuples berbères et de colons phéniciens venu du Moyen-Orient, tandis que la partie orientale de l'Afrique du Nord sera le foyer des anciens Égyptiens et d'anciens peuples arabes,, lesquels entretenaient d'étroites relations avec les libou, une confédération libyque durant l'Antiquité Après la conquête musulmane au viie siècle, la région va subir plusieurs vagues d'immigration arabe  venant d'Arabie, d'Andalousie et du Levant ce qui va entrainer un processus d'arabisation et d'islamisation ce qui va redéfinir son paysage culturel.
La distinction entre l'Afrique du Nord et l'Afrique subsaharienne est historiquement et écologiquement significative en raison de la barrière naturelle créée par le désert du Sahara pour une grande partie de l'Histoire moderne. L'Afrique du Nord est peuplée d'Arabes et de Berbères, tandis que l'Afrique subsaharienne est peuplée de Noirs. À partir de 4000-3600 av. J.-C., à la suite de la désertification abrupte du Sahara due aux changements graduels de l'orbite terrestre, cette barrière a séparé culturellement le Nord du reste du continent. Comme les civilisations maritimes des Phéniciens, des Grecs, des Romains, des musulmans et d'autres facilitaient la communication et la migration à travers la mer Méditerranée, les cultures nord-africaines étaient plus étroitement liées à l'Asie du Sud-Ouest et à l'Europe qu'à l'Afrique subsaharienne. L'influence islamique dans la région est également importante, et l'Afrique du Nord est une part majeure du monde musulman.
Un nombre croissant de chercheurs ont postulé que l'Afrique du Nord, plutôt que l'Afrique de l'Est, servait de point de sortie pour les humains modernes qui ont d'abord quitté le continent lors de la migration hors d'Afrique,,.

## Dénominations
On retrouve d'autres dénominations désignant l'Afrique du Nord : Afrique arabe, Afrique méditerranéenne,, Afrique blanche.
L'expression « Afrique arabe » est un terme qui désigne l'espace géographique et culturel conquis et gouverné par les Arabes à partir du VIIe siècle où la langue arabe est devenue une langue officielle ou est parlée par une part significative de la population,,.
L'expression « Afrique méditerranéenne » est due aux liens historiques et culturels rattachant l'Afrique du Nord au monde méditerranéen, mais aussi à des critères géographiques et climatiques : le climat méditerranéen.
L'expression « Afrique blanche » s'oppose à celle d'« Afrique noire », désignant l'Afrique subsaharienne. Georg Wilhelm Friedrich Hegel l'appelait également « Afrique européenne » alors qu'Élisée Reclus voyait dans le Nord de l'Afrique un appendice de l'Arc latin.
L'expression Afrique blanche fait référence soit, géographiquement, au nord du Sahara soit, ethniquement, aux minorités « blanches » de l'Afrique « noire » : Touaregs au Sahel, Afrikaners au sud.

## Géographie
Les montagnes de l'Atlas s'étendent sur une grande partie du Maroc, le nord de l'Algérie et la Tunisie, et font partie du système de montagnes de pli qui traverse également une grande partie de l'Europe du Sud. Elles reculent vers le sud et l'est, devenant un paysage de steppe avant de rencontrer le désert du Sahara, qui couvre plus de 75 % de la région. Les sédiments du Sahara recouvrent un ancien plateau de roche cristalline, dont certains ont plus de quatre milliards d'années.
Au sud de l'Atlas se trouve l'étendue aride et désertique du désert du Sahara, le plus grand désert de sable au monde. Par endroits, le désert est coupé par des cours d'eau irréguliers appelés oueds (ou wadis) qui ne s'écoulent qu'après les précipitations mais sont généralement secs. Les principaux reliefs du Sahara comprennent des ergs, de grandes mers de sable qui forment parfois d'immenses dunes ; la hammada, un plateau rocailleux plat sans sol ni sable ; et le reg, une surface plate constituée de gravier ou de petites pierres. Le Sahara couvre la partie sud du Maroc, de l'Algérie et de la Tunisie, et la majeure partie de la Libye. Seules deux régions de la Libye sont en dehors du désert : la Tripolitaine au nord-ouest et la Cyrénaïque au nord-est. La plus grande partie de l'Égypte est également désertique, à l'exception du Nil et des terres irriguées le long de ses rives. La vallée du Nil forme un fil fertile étroit qui s'étend sur toute la longueur du pays.
Les vallées abritées dans les montagnes de l'Atlas, la vallée et le delta du Nil, et la mer Méditerranée sont les principales sources de terres agricoles fertiles. Une grande variété de cultures précieuses, y compris les céréales, le riz et le coton, et des bois tels que le cèdre et le liège, sont cultivées. Les cultures méditerranéennes typiques, telles que les olives, les figues, les dattes et les agrumes, prospèrent également dans ces régions. La vallée du Nil est particulièrement fertile, et la plupart de la population en Égypte vit près du fleuve. Ailleurs, l'irrigation est essentielle pour améliorer les rendements des cultures sur les marges du désert.

## Définition
| Pays et territoires | Superficie (2024) (km²)                                  | Population (2024) | Densité (2016) (par km²) | Capitale                                                              | PIB total (2024) | PIB par habitant (2024) | Monnaie          | Gouvernement                                  | Langues officielles                             |
| ------------------- | -------------------------------------------------------- | ----------------- | ------------------------ | --------------------------------------------------------------------- | ---------------- | ----------------------- | ---------------- | --------------------------------------------- | ----------------------------------------------- |
| Algérie             | 2 381 741                                                | 46.63 M           | 17,05                    | Alger                                                                 | 260.13 M$        | 5 580 $                 | Dinar algérien   | Régime semi-présidentiel                      | Arabe et Berbère (officielles)                  |
| Égypte              | 1 001 450                                                | 107.3 M           | 96                       | Le Caire                                                              | 380.04 M$        | 3 540 $                 | Livre égyptienne | Régime semi-présidentiel                      | Arabe                                           |
| Libye               | 1 759 540                                                | 6.91 M            | 3,58                     | Tripoli                                                               | 44.81 M$         | 6 480 $                 | Dinar libyen     | Conseil national de transition                | Arabe et Berbère (officielles)                  |
| Maroc               | 446 550 710 850 (incluant le Sahara occidental contesté) | 37.37 M           | 73,1                     | Rabat                                                                 | 157.09 M$        | 4 200 $                 | Dirham marocain  | Monarchie constitutionnelle                   | Arabe et Berbère (officielles)                  |
| Sahara occidental   | 266 000                                                  | 603 253 (2016)    | 2,3                      | Laâyoune (proclamée, sous occupation marocaine) Tifariti (temporaire) | 1.133 M$ (2016)  | 2 500 $ (2016)          | Peseta sahraouie | République semi-présidentielle à parti unique | Arabe (officielle) et espagnol (administrative) |
| Tunisie             | 163 610                                                  | 12.34 M           | 63                       | Tunis                                                                 | 52.64 M$         | 4 270 $                 | Dinar tunisien   | Régime semi-présidentiel                      | Arabe                                           |

## Climat
Le climat d'Afrique du Nord est influencé par la mer Méditerranée au nord, l'océan Atlantique à l'ouest, le Sahara au centre sud et dans une moindre mesure le Sahel à l'extrême sud de la zone. Avec ces influences climatiques, on peut donc citer les climats généraux d'Afrique du Nord :
- Le climat méditerranéen est caractérisé par une saison fraîche et humide en hiver liée à la descente des dépressions dynamiques « subpolaires » et une saison chaude et sèche en été liée à la remontée des anticyclones dynamiques « subtropicaux ». Les températures moyennes maximales en été sont souvent légèrement supérieures à 30 °C en été alors que les températures moyennes minimales restent souvent autour de 5 °C en hiver, voire encore moins. Les précipitations annuelles moyennes sont entre 400 mm et 800 mm par an, de façon globale et sont réparties de façon très inégale sur l'année. Le climat y est plutôt sec et très ensoleillé toute l'année. La douceur des hivers et les grosses chaleurs de l'été font de ce climat, un climat relativement chaud.
- Le climat océanique existe mais reste très rare et ne concerne qu'une petite bande étroite de la façade occidentale du Maroc. Ce climat est caractérisé par une saison fraîche et humide et hiver et une saison douce et assez sèche en été mais la chaleur et sécheresse estivale sont beaucoup moins accentuées que celles qui caractérisent le climat méditerranéen. Les températures moyennes maximales en été sont souvent légèrement supérieures à 25 °C en été alors que les températures moyennes minimales restent souvent autour de 5 °C en hiver, voire encore moins. Les précipitations annuelles moyennes sont supérieures à 800 mm en général. Le climat est doux, humide toute l'année mais ensoleillé.

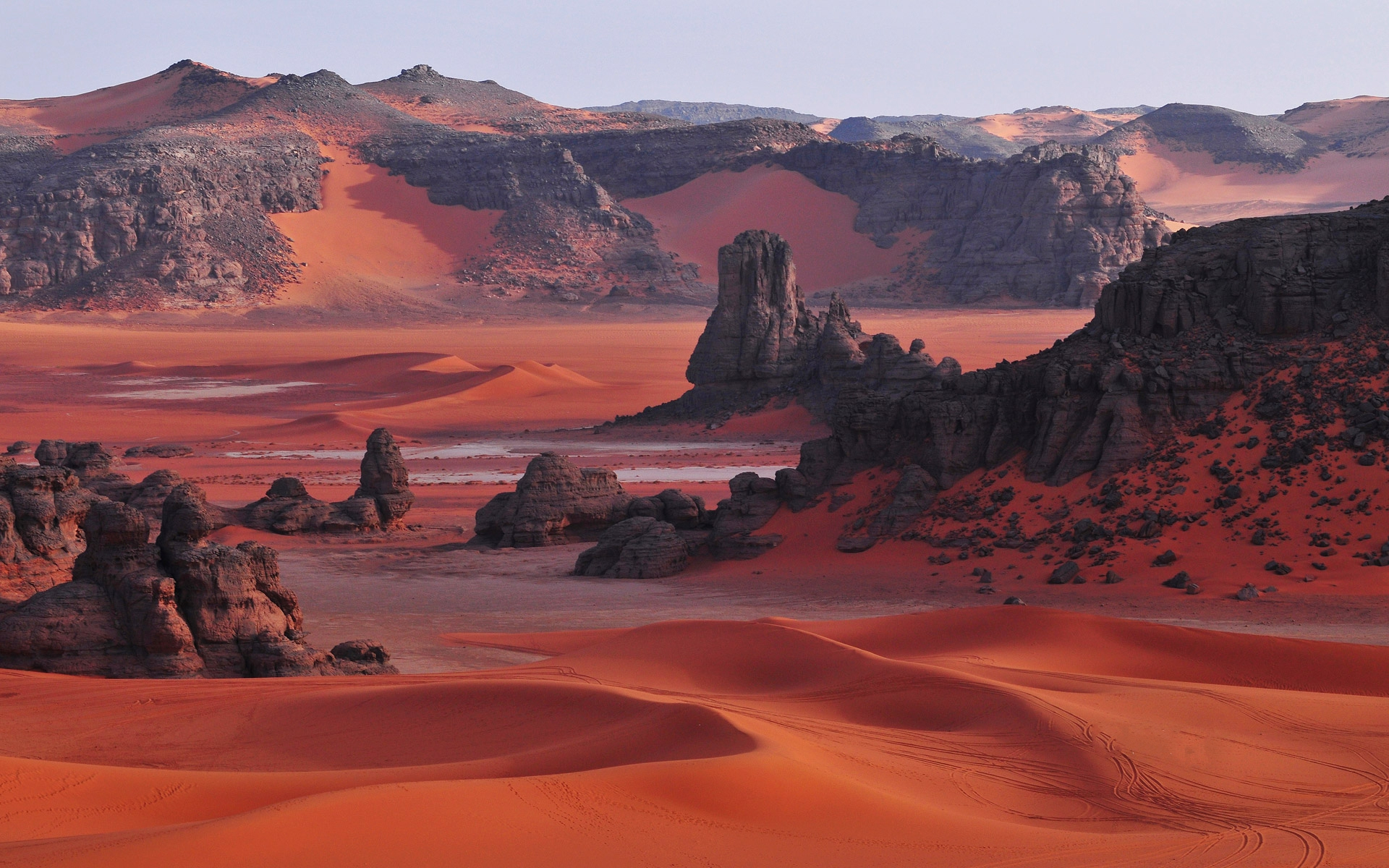
La Tadrart Rouge, Sahara Algérien, Parc Culturel du Tassili, Djanet, Algérie.

- La Tadrart Rouge, Sahara Algérien, Parc Culturel du Tassili, Djanet, Algérie.Le climat désertique est le climat typique du Sahara, le plus grand désert d'Afrique et le plus grand désert chaud au monde. Ce climat est caractérisé par une sécheresse extrême toute l'année et par l'absence de saison des pluies marquée. Ceci est dû à l'influence plus ou moins permanente des anticyclones dynamiques subtropicaux et de leurs alizés continentaux (vents de nord à nord-est). Le Sahara, en soi, est un désert largement hyper-aride avec des précipitations moyennes partout inférieures à 50 mm par an. Seules ces marges les plus septentrionale et méridionale sont seulement arides avec des totaux annuels moins faibles. Le gigantesque noyau central hyper-aride représente la zone du Sahara située en permanence sous le régime anticyclonique le plus accentué. Les régions les moins sèches composent la partie la plus méridionale du désert et peuvent recevoir jusqu'à 200 mm par an dans la zone de transition avec le Sahel, dont la majeure partie ne tombe qu'en un ou deux mois tout au plus à cause de la remontée des dépressions thermiques équatoriales liées à la zone de convergence intertropicale qui parviennent sur le désert atténuées. Le climat y est très sec et très chaud toute l'année. Les étés sont suffocants avec des températures moyennes maximales supérieures à 40 °C excepté dans les hauts massifs sahariens (Hoggar, Tibesti, Aïr) où l'altitude abaisse les températures mais peuvent atteindre jusqu'à 48 °C dans les endroits les plus chauds, ce qui représente un maximum mondial. Les hivers sont modérément chauds voire chauds en journée mais les températures moyennes minimales sont en général inférieures à 16 °C mais peuvent descendre légèrement en dessous de 4 °C. Le Sahara est une région exceptionnellement ensoleillée toute l'année, hiver comme été.
- Le climat semi-aride est le climat typique du Sahel, bande continue de savanes tropicales semi-arides et de steppes située au sud du Sahara. Ce climat est caractérisé par une sécheresse extrême entre 8 et 10 mois par an liée à l'alizé continental appelé harmattan vent chaud et très sec qui souffle du nord-est depuis les anticyclones dynamiques subtropicaux, ainsi qu'une saison des pluies très courte mais intense durant les mois les plus chauds de l'année à cause de la remontée des dépressions thermiques équatoriales liées à la zone de convergence intertropicale qui atteignent le Sahel ainsi que le sud du Sahara. Les températures moyennes maximales sont en général entre 38 °C et 41 °C ou plus pendant l'été, alors que les hivers restent très chauds avec des températures moyennes minimales qui restent supérieures à 15 °C en général. Les précipitations moyennes annuelles se situent entre 100 et 200 mm dans la zone Sahara-Sahel, entre 200 et 400 mm dans la zone typiquement sahélienne et entre 400 et 600 mm dans la zone Sahel-Soudan.

En mai 2025, l’Organisation météorologique mondiale, dans son rapport sur l’état du climat en Afrique en 2024, a indiqué que l’Afrique du Nord avait enregistré l’anomalie de température de l’air près de la surface terrestre la plus élevée, avec +1,28 °C par rapport à la moyenne de la période 1991-2020. C’est ainsi la sous-région du continent qui se réchauffe le plus rapidement.

## Histoire

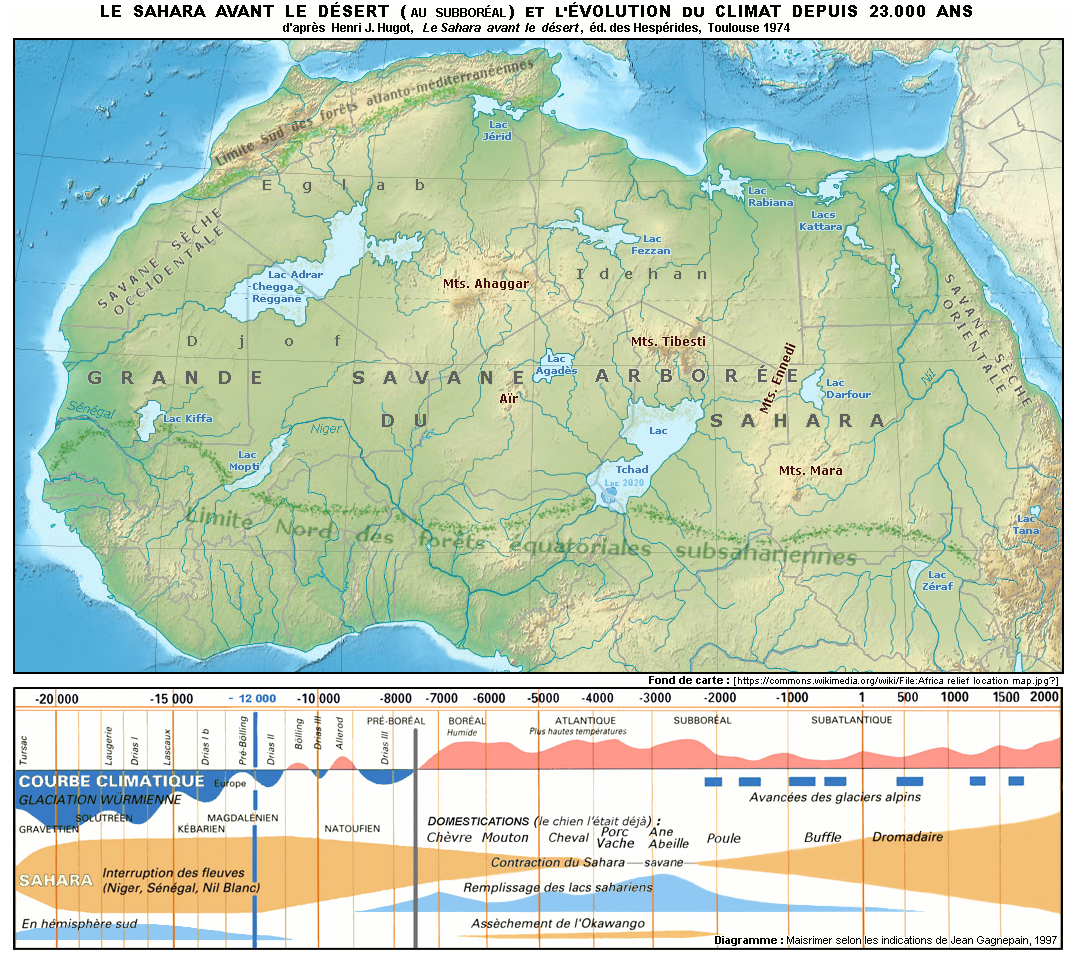
L'Afrique du Nord durant la période humide : la végétation au sud de la forêt méditerranéenne était de type savane arborée et la faune, attestée par les restes fossiles et l'art rupestre, comprenait des autruches, des gazelles, des girafes, des bovins, des rhinocéros, des éléphants, des hippopotames, des crocodiles.

Reconstruction du monde décrit par Hérodote dans son Enquête.

### Préhistoire
L’évolution du climat à généré une désertification rapide du Sahara environ 3 500 av. Cela conduisit à une barrière qui limitait le contact entre le Maghreb et l'Afrique subsaharienne.
Cette région qu'est l'Afrique du Nord est peuplée dès la Préhistoire par plusieurs peuples :
1. Les Ibéromaurusiens (proto-berbères) entre 25 000 à 10 000 ans, ils sont les plus anciens habitants de la région et sont considérés comme étant indigènes à l'Afrique du nord.
2. Les fermiers anatoliens à partir de 6.500 - 3000 av. n-è, les Ibéromaurusien vont être confrontés à une vague d'immigration de fermiers anatoliens immigrés d'Europe. Ces fermiers anatoliens vont entrer en conflit partiel avec les proto-berbères jusqu'à même changer la démographie de l'époque[25],[26].
3. Les Natoufiens présents essentiellement en Égypte mais on retrouve leurs traces partout en Afrique du nord. Ils sont les ancêtres directs des Arabes on retrouve notamment leurs ADN parmi les populations numides[27].
4. Les Capsiens vers -7500 à -4000av. J.-C. présents principalement dans l'actuelle Tunisie et l'est algérien, ils sont très différents des Ibéromaurusiens[28](berbères). Ils montrent des similitudes avec le Natoufien, l'ancêtre préhistorique des Arabes et Égyptiens (l'ADN natoufien étant majoritairement séquencé dans la péninsule arabique[29]). Les Arabes d'Arabie montrent un lien dans leur séquençage autosomal avec le capsien[30],[31],[32]. Il semblerait donc que les Capsiens soient des métis Natoufien / Iberomorisiens ce qui fait du Capsien un métis arabo-berbère préhistorique.

### Antiquité
À partir du début de l'Antiquité, l'Afrique du nord est très diverse, plusieurs peuples coexistent, les berbères, les égyptiens, les arabes, les puniques ou encore les grecs, mais avant l'arrivée des Romains, les Berbères ne se sont jamais définis eux-mêmes comme un peuple : durant toute leur histoire, ils ont été divisés en plusieurs tribus, et devaient plutôt s'identifier en référence à ces dernières. Ce sont les Romains qui désignent ces peuples par le terme barbarus, puis récupéré par les Arabes en barbar. À partir du VIIIe siècle av. J.-C., les Phéniciens un peuple sémitique immigré du Moyen-Orient installent des comptoirs partout à travers l'Afrique du nord dont le plus prospère est Carthage, et colonisent les peuples berbères. Le mythe romain veut que Didon, une princesse phénicienne ait fondé la ville de Carthage à la suite d'un accord pacifique avec un seigneur local. Demandé en mariage par Hiarbas, un roi berbère, Didon préféra rester fidèle à son mari Sychée et fit bâtir un bucher sur lequel elle se jeta. D'après Ovide, Hiarbas se serait vengé du refus de la reine en envahissant son royaume.
Les Phéniciens vont immigrer massivement et leurs poids démographique et culturel vont se faire ressentir ; en parallèle, ils vont se métisser avec les populations berbères, ce qui va donner naissance aux Lybo-phéniciens, ils ont été mentionnés pour la première fois par Hécatée de Millet, cité par Étienne de Byzance. Un texte très controversé, Le Périple d'Hannon, les mentionne. Polybe les considère comme des sujets des Carthaginois ayant les mêmes lois qu'eux en tant que métis phénicien-berbère. Pour Diodore de Sicile (XX, 55, 4), il s'agirait d'habitants des villes maritimes qui possédaient le conubium (le droit de mariage) avec les Carthaginois et devaient leur nom à ce mélange d'ethnies, Tite-Live les considère comme un mélange de Puniques et d'Africains. Strabon, (XVII, 3, 19) place leur origine entre le littoral carthaginois et les montagnes de Gétulie. Pline (Histoire naturelle, V, 24) dit qu'ils habitent le Buzakion. Ce que précise peut-être Ptolémée qui les situe au sud de la région de Carthage et au nord de la Buzakitis. En fait ces Libuphoinikès (locuteurs d'une langue libyenne) étaient limités au sud de Carthage. Leur influence culturelle fut importante puisqu'ils ont été les intermédiaires culturels entre la civilisation phénicienne et les Berbères.
Les Phéniciens créeront les premières villes de l'ouest de l'Afrique du Nord comme Volubilis, Utique, Carthage, etc.
Au IIe siècle av. J.-C., les guerres puniques opposent les Carthaginois aux Romains qui prennent possession du territoire. À son apogée, l'Afrique romaine s'urbanise et se christianise. Cette Église d'Afrique, composée de Berbères en majorité chrétiens (romano-africains), a été au fondement du christianisme européen.

### La conquête arabe

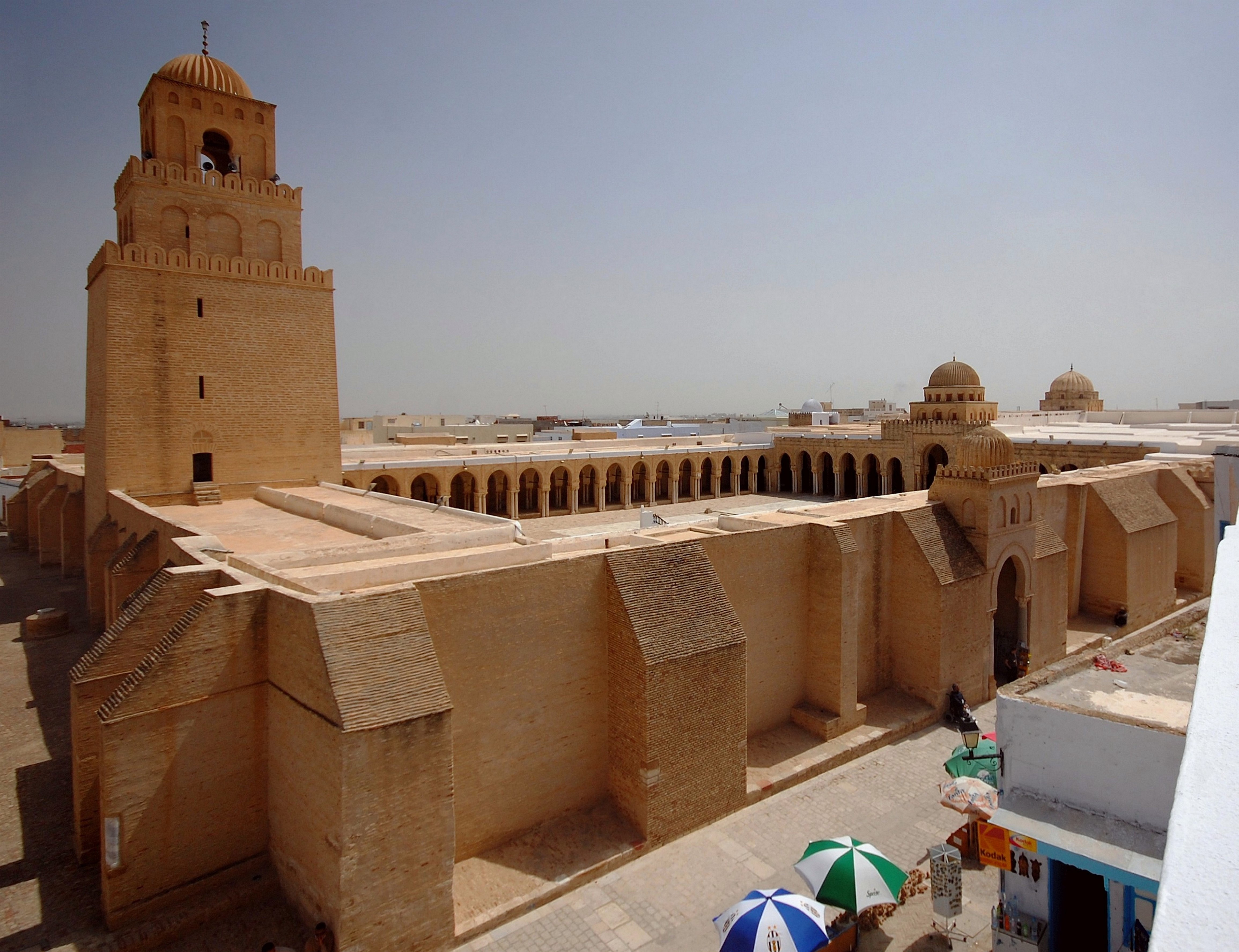
La grande mosquée de Kairouan, fondée en 670 par le général omeyyade Oqba Ibn Nafi, est l'une des plus anciennes mosquées d'Afrique du Nord ; elle est située à Kairouan en Tunisie.

La première invasion arabe en Afrique du Nord, dirigée par Abdallah Ibn Saad, résulte en des pillages survenant après la bataille de Sufétula, affaiblissant grandement les forces de Grégoire le Patrice. Gennadios II assure le retrait des arabes qui acceptèrent de partir en échange du paiement d'un lourd tribut en or
Les années 665 à 689 voient une nouvelle invasion arabe de l'Afrique du Nord sous le commandement d'Oqba Ibn Nafi al-Fihri. L'expédition mène à la fondation de Kairouan dans l'actuelle Tunisie, première implantation de l'islam dans la région,. Après cela, comme l'écrit Edward Gibbon, Oqba Ibn Nafi « pénétra dans l’intérieur des terres ; il traversa le désert où ses successeurs ont élevé les brillantes capitales de Fez et de Maroc ; et il arriva enfin au rivage de la mer Atlantique et à la frontière du grand désert ». Le général assiège plusieurs villes côtières mais est arrêté et partiellement repoussé.
À son retour d'expédition l'armée d'Uqba Ibn Nafi est prise en embuscade par une armée berbéro-byzantine dirigé par le roi berbère Koceila. Oqba Ibn Nafi et son lieutenant Abou al-Mouhajir Dinar sont tués ainsi que le gros des troupes arabes. Les Omeyyades sont expulsés de la région de l'actuelle Tunisie, ou au moins jusqu'au-delà de Gabès, tandis que Koceïla se rend maître de Kairouan. Le territoire n'en reste pas moins disputé.
La troisième invasion entraine un retour de l'influence omeyyade sur l'Afrique du nord sous le commandement d'Hassan Ibn Numan. Les Omeyyades ont dû faire face à une population majoritairement chrétienne en Afrique proconsulaire (devenue l'Ifriqiya, l'actuelle Tunisie) et païenne au Maghreb al-Aqsa (aujourd'hui Maroc) avec des minorités juives. Certains Berbères du Maghreb se sont rapidement convertis mais les autorités arabes ont continué à les traiter comme des personnes de seconde zone, en prélevant sur eux la djizia et le kharaj des impôts initialement collecté sur les dhimmi, en violation direct avec la loi islamique. Bien que les Berbères aient entrepris une grande partie des combats lors de la conquête omeyyade de l'Hispanie, ils reçurent une part moindre du butin et furent fréquemment affectés à des tâches plus dures. Toutes ces injustices contribuèrent à la montée du kharidjisme, forme puritaine de l'Islam, promettant un nouvel ordre politique, dans lequel tous les musulmans seraient égaux, et plus tard à la Grande révolte berbère qui morcellera le Maghreb occidental en plusieurs états indépendants.
L'arrivée d'Idris Ier, arrière-petit-fils d'Al-Hassan ibn Ali, fils d'Ali ibn Abi Talib et Fatima Zahra, la fille de Mahomet. Il se fait reconnaître comme imam par la tribu berbère des Awerba qui l'avaient accueilli et par plusieurs tribus arabes qui l'avaient accompagné dans son exil.
Au XIe siècle, début des invasions hilaliennes de l'Ifriqiya le pouvoir des Fatimides envoya, dans le but de réprimer des dynasties berbères ayant proclamé leur indépendance, de nombreuses tribus arabes. La plus importante d'entre elles est celle des Hilaliens accompagnée des Banu Sulaym et des Banu Maqil. Les estimations en termes de déplacement de population varient selon les historiens 250 000 à 500 000 a 700 000. Selon Luis del Mármol Carvajal les Hilaliens auraient été plus d'un million à immigrer, et il estime la population hilalienne à son époque à 4 000 000 en 1573,,.

### Termes voisins
Le Maghreb (de l'arabe signifiant « Le Couchant »), désigne l'ouest du monde arabe, et couvre, si l'on parle de Petit Maghreb, le Maroc, l'Algérie et la Tunisie. Le Grand Maghreb compte, en plus de ces trois pays, la Libye et la Mauritanie.

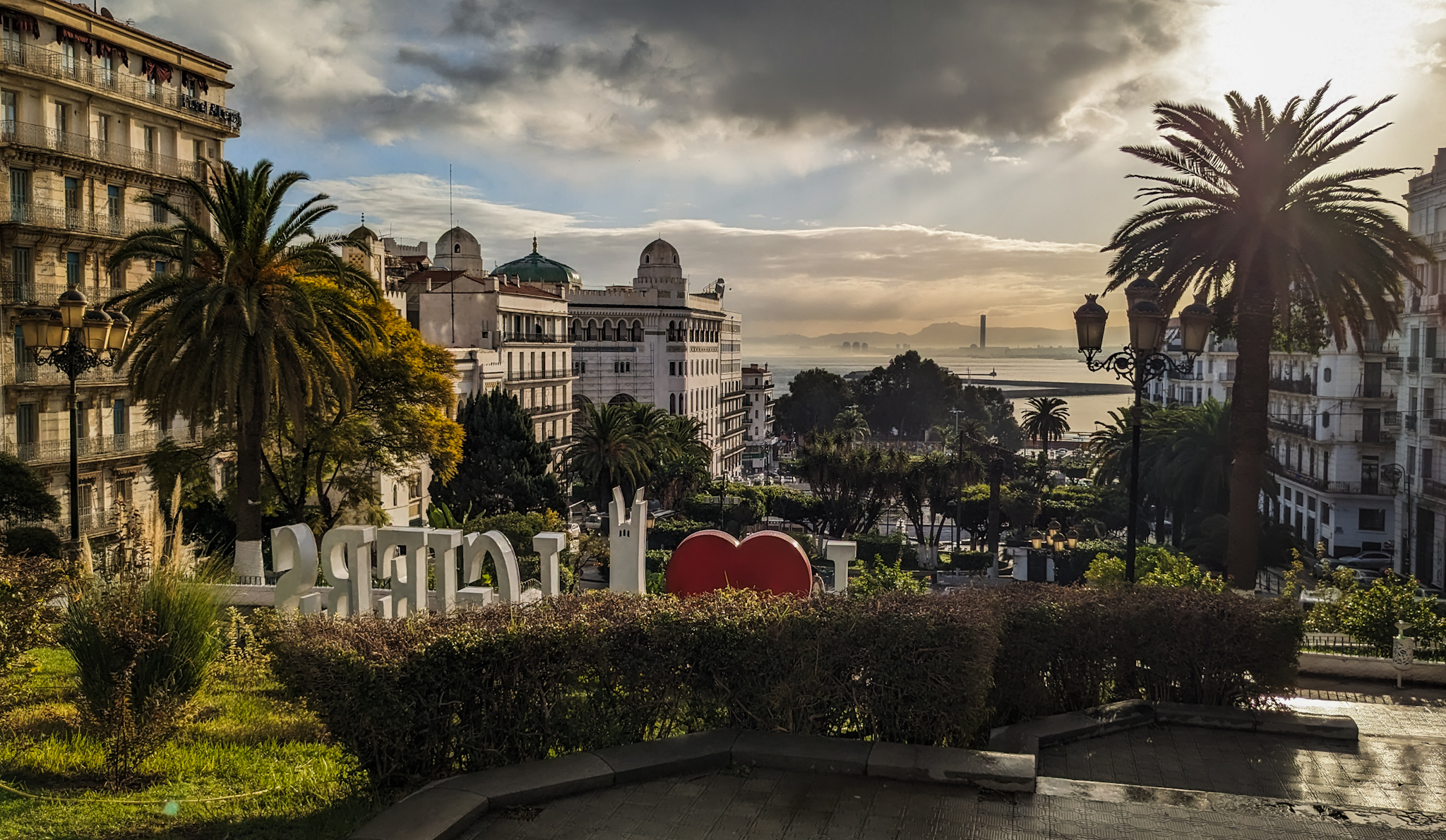
Algiers, Algeria

La Berbérie, du mot « berbère », terme correspondant au territoire habité par les populations berbères, autochtones d'Afrique du Nord. Donnant l'équivalent Tamazgha en berbère. De même, la Libye antique désignait le territoire des Libyens, ancêtre des Berbères.
Dans l'Antiquité, Africa désignait la région de Carthage (surement tiré d'Ifri une déesse berbère) qui correspond à l'actuelle Tunisie, une partie du nord-est de l'Algérie et à la Tripolitaine. L’Africa a constitué plusieurs provinces de l'Empire romain. Après la conquête musulmane du Maghreb, le nom s'est perpétué sous la forme arabisée d'Ifriqiya, pour ensuite servir à nommer l'ensemble du continent.